# Мазур, Иван Михайлович
Иван Михайлович Мазур (15 марта 1929 — 9 января 1999) — передовик советской угольной промышленности, машинист горного комбайна шахты имени Ф. Э. Дзержинского комбината «Артёмуголь» Министерства угольной промышленности Украинской ССР, Донецкая область, Герой Социалистического Труда (1971).

## Биография
Родился 15 марта 1929 года в селе Клебань на Винничине в многодетной крестьянской семье. В начале Великой Отечественной войны отца призвали на фронт, а старший брат продолжал трудиться на шахте в Донбассе. В селе остались только старики, женщины и мальчишки-подростки, которые заменили мужчин. Крепкий Иван стал работать молотобойцом в колхозной кузнице. Во время оккупации находился в родном селе и продолжал трудиться. Отец погиб на фронте. После освобождения Винницкой области Иван работал в колхозе, восстанавливал хозяйство. 
В 1946 году семнадцатилетнего юношу через военкомат направили в Донбасс в горнопромышленную школу, стране требовались горнодобытчики. Иван стал забойщиком, работал на шахте в Луганской области. В 1947 году был призван в Советскую Армию. Воинскую службу проходил  на Севере, а после увольнения поехал к брату Фёдору в город Дзержинск, где стал работать забойщиком на шахте имени Дзержинского.
Вскоре он стал руководить звеном, а потом забойщицкой бригадой. В 1961 году высокопроизводительный труд был отмечен орденом «Знак Почёта». Когда на шахту поступил экспериментальный комбайн УКР-1, его испытанием занялась бригада в которой трудился Мазур. За успешное выполнение заданий с использованием механизированной техники он вновь был представлен к награждению орденом «Знак Почёта». Позже стал руководить бригадой горнопроходчиков. Его бригада продолжила традиции передовиков. 
Указом Президиума Верховного Совета СССР от 30 марта 1971 года за выдающиеся заслуги в выполнении заданий пятилетнего плана по развитию угольной и сланцевой промышленности и достижение высоких технико-экономических показателей Ивану Михайловичу Мазуру присвоено звание Героя Социалистического Труда с вручением ордена Ленина и золотой медали «Серп и Молот».
Активно участвовал в общественной жизни шахты и города - избирался в состав парткома и шахткома профсоюза, дважды депутатом Дзержинского городского совета депутатов, а в 1996 году решением исполкома горсовета ему присвоено звание «Почетный гражданин города Дзержинска».
Проживал в городе Дзержинске (ныне - Торецк). Умер 9 января 1999 года.

## Награды
За трудовые успехи удостоен:
- золотая звезда «Серп и Молот» (30.03.1971)
- орден Ленина (30.03.1971)
- два ордена «Знак Почёта»
- Знак «Шахтёрская слава» I, II и III степени
- Почётный шахтёр СССР
- Заслуженный шахтёр Украины
- другие медали.

Почётный гражданин города Дзержинска, Донецкой области (1996 год).